# Kira Yamato
Kira Yamato (キラ・ヤマト) é um personagem fictício e protagonista da série Mobile Suit Gundam SEED, que foi produzido pela Sunrise como parte da franquia Gundam. Na série, Kira é um Coordinator de primeira geração, um ser humano geneticamente melhorado nascido de seres humanos normais (Naturals). No início de Gundam SEED, Kira vive na colônia do espaço neutra, Heliópolis, para evitar a guerra entre os Coordinators e os Naturals, mas a colônia se envolve na guerra pouco depois. Kira é a única pessoa dentro da Aliança da Terra—facção militar dos Naturals—que é capaz de pilotar efetivamente o mobile suit—um tipo de mecanismo criado por eles. Ele é forçado a se tornar um piloto de mobile suit e a participar de várias batalhas para proteger seus amigos. Kira também foi destaque na sequência direta de Gundam SEED, Mobile Suit Gundam SEED Destiny, no qual luta para impedir uma nova guerra entre as organizações militares das duas raças.
Kira também apareceu nas adaptações de mangá das duas séries de TV, bem como as compilações de filmes. Vários jogos da franquia Gundam, bem como os jogos de crossovers também apresentam Kira como piloto de mobile suits. O diretor Mitsuo Fukuda considerou as ações de Kira como baseadas nos pensamentos dos japoneses e enfatizou um grande desenvolvimento que ocorreu em seu personagem em toda a série. Ele é dublado na série japonesa por Sōichirō Hoshi. Em inglês, ele é expressado por Matt Hill, na dublagem feita pela Ocean, e por Max Mittelman, na dublagem da NYAV.
Kira é um dos personagens mais populares nas pesquisas de popularidade do Anime Grand Prix para personagens masculinos favoritos, muitas vezes chegando em primeiro ou segundo no ranking, entre 2002 e 2005. Seu personagem também foi bem recebido por publicações para mangás, anime e outras mídias devido à sua personalidade e papel em Gundam SEED e Gundam SEED Destiny.

## Criação e concepção
O diretor Mitsuo Fukuda afirmou que inicialmente a história de Gundam SEED foi escrita do ponto de vista de Kira. A personalidade e o processo de pensamento de Kira foram derivados do que Fukuda considerava os pensamentos dos japoneses. Ele disse que sua história era sobre seu desejo forçado de lutar, em contraste com Shinn Asuka, que não estava relutante em lutar em Mobile Suit Gundam SEED Destiny. Em retrospectiva, Fukuda enfatizou um contraste entre os personagens de Kira e Shinn até o ponto em que ambos eram o oposto um do outro em relação às suas opiniões; O desenvolvimento de Kira foi mais fácil de escrever. Fukuda disse que, tanto quanto os personagens de Kira e Shinn como eram semelhantes, eram fáceis de expressar. Um guia oficial da série fez uma contagem oficial do número de vezes que Kira chorou em Gundam SEED no momento em que o livro foi lançado. Foi dito que ele chorou por dez vezes, e assim uma mensagem cômica de apoio foi feita para ele.
Na versão japonesa da série, Kira é expressada por Sōichirō Hoshi. Para a dublagem em inglês, ele é expressado por Matt Hill, que obteve o papel graças a um amigo do diretor de dublagem, que disse a Hill para não ter muita energia ao fazer a voz. A frase "Kira Yamato! Launching!" foi repetida por Hill várias vezes ao obter o papel. Hill lembra-se de aproveitar o trabalho, tendo gostado do personagem.

## Aparições

### Em Mobile Suit Gundam SEED
No início de Mobile Suit Gundam SEED, Kira é um adolescente tímido e amigável que vive pacificamente na colônia Heliópolis. Kira é um programador de computador altamente qualificado que auxilia na pesquisa e desenvolvimento na faculdade técnica de Heliopolis, onde é estudante. Quando uma guerra entre os Naturals e os Coordinators é trazida para Heliopolis, Kira assume o controle de um mobile suits, o GAT-X105 Strike (GAT-X105 ストライク), para proteger seus amigos, da ZAFT—a organização militar dos Coordinators. Nascido como coordinator, as habilidades mentais e físicas avançadas de Kira permitem que ele controle habilmente o Strike. Kira fica chocado quando descobre que seu amigo de infância Athrun Zala é membro da ZAFT. Quando se encontraram pela última vez, Athrun deu a Kira seu animal de estimação robótico Tori (トリィ, Torī) como sinal de sua amizade duradoura, (dublado por Naomi Shindou no anime japonês e Tabitha St. Germain na dublagem em inglês) com o qual Kira é visto com frequência.
Vários sobreviventes de Heliópolis são trazidos a bordo do Archangel e Kira os defende de ataques inimigos até chegarem no Alasca na Terra. Kira tem fortes ressalvas contra a luta, temendo que ele possa enfrentar Athrun e que ele possa matar uma pessoa. Após a manipulação feita por Flay Allster, Kira gradualmente se torna mais agressivo ao defender o Archangel até o ponto em que ele poderia matar uma pessoa sem hesitação. Durante uma das batalhas do Archangel contra a ZAFT, o Strike sofre vários danos por Athrun, e Kira é declarado desaparecido em combate. Ele é encontrado vivo, mas ferido por Reverend Malchio, que o transporta para uma colônia espacial conhecida como PLANT, onde a maioria dos coordinators residem e é a base da ZAFT. Lá, suas feridas são tratadas por Lacus Clyne, uma coordinator que fez amizade com Kira quando foi levada a bordo do Archangel e foi usada como refém.
Depois de ouvir que ZAFT planeja atacar a base em que seus amigos estão hospedados, Kira decide continuar lutando para acabar com a guerra. Lacus então dá o novo mobile suit da ZAFT à Kira,ZGMF-X10A Freedom (ZGMF-X10A フリーダム), que ele usa para acompanhar o Archangel, cujo objetivo também mudou para terminar a guerra. Ao pilotar Freedom, Kira é notado por evitar bater nos cockpits dos mobiles suit inimigos para reduzir o número de baixas humanas. Kira junta-se à facção do Archangel e Lacus para combater tanto a Aliança da Terra como a ZAFT para impedir que ambos os lados se destruam.
Kira conhece suas origens, por causa do comandante da ZAFT Rau Le Creuset, durante essas batalhas. Kira é o coordinator supremo; seu feto foi artificialmente desenvolvido fora do útero de sua mãe e seus aprimoramentos genéticos foram destinados a ser superiores a todos os outros Coordinators. Kira foi o único feto a sobreviver no processo. Ele nasceu como o irmão gêmeo de sua companheira Cagalli Yula Athha, mas não aprende sobre esse relacionamento até a segunda metade da série. Kira foi adotado por sua tia Caridad e seu tio Haruma Yamato e foi levado a acreditar que eles eram seus pais biológicos. Apesar de ficar em choque por suas origens como o coordinator supremo, Kira continua a lutar ao lado do Archangel até que seus adversários, incluindo Rau, tenham sido derrotados e a guerra acabar.

### Em Mobile Suit Gundam SEED Destiny
Durante Mobile Suit Gundam SEED Destiny, Kira vivia nas isoladas Ilhas Marshall desde o fim da guerra no país de Orb. Ele e Lacus passaram os últimos dois anos desde o final da guerra ajudando a mãe adotiva de Kira e o Reverendo Malchio com seu orfanato. Quando um incidente desencadeia outra guerra, os coordinators tentam matar Lacus; Kira pilota Freedom para vencê-los. Quando a Orb tenta se juntar à guerra como membro da Earth Alliance, Kira e Archangel  intervêm nas forças da Orb para preservar o status neutro da nação. Kira suspeita de Gilbert Durandal, o presidente das colônias da PLANT e líder da ZAFT, por estar por trás da tentativa de assassinato de Lacus, mas seus motivos são questionados por Athrun, que está trabalhando na ZAFT. Mais tarde, quando o Archangel se torna um alvo do navio ZAFT conhecido como Minerva, Kira é derrotada e Freedom é destruído pelo piloto Shinn Asuka. Lacus dá a Kira uma versão atualizada do Freedom, ZGMF-X20A Strike Freedom (ZGMF-X20A ストライクフリーダム), para que ele continue lutando. Tendo obtido uma arma de destruição em massa, Durandal impõe o Plano Destino, uma regra que remove o livre arbítrio e determina toda a vida de uma pessoa com base em sua genética. Kira, o Archangel e seus aliados enfrentam as forças da ZAFT no espaço e derrotam-nos na batalha final. Kira confronta pessoalmente Durandal e o último é morto por um de seus próprios subordinados.
Além da série de televisão, Kira aparece na animação de vídeo original (OVA) Mobile Suit Gundam SEED Destiny Final Plus. Após a morte de Durandal, Kira conhece Shinn e eles prometem trabalhar para um futuro pacífico. Ele também é apresentado em dois filmes, Mobile Suit Gundam SEED: Special Edition e Mobile Suit Gundam SEED Destiny: Special Edition, que conta os eventos da série de televisão. No final do último filme, Kira se torna membro da ZAFT após a guerra terminar.

### Em outras mídias
Kira aparece nas adaptações mangá de Gundam SEED e Gundam SEED Destiny. Os designs de Kira, de acordo com o Masatsugu Iwase—autor do manga Gundam SEED—era destinado a ser "um covarde fracote infantil", mas ele decidiu torná-lo um personagem forte no mangá. O mangá Mobile Suit Gundam SEED: The Edge Desire apresenta uma história sobre a recuperação de Kira após a destruição de Freedom.
A série de mangá Mobile Suit Gundam SEED Astray explora a sobrevivência de Kira após a derrota de Strike; um técnico chamado Lowe Guele encontra Kira ferido e leva-o ao Reverendo Malchio. Embora Kira apareça apenas no final, sua derrota é o objetivo de Canard Pars, protagonista de Mobile Suit Gundam SEED X Astray. Em Mobile Suit Gundam SEED C.E. 73 Δ Astray Kira faz uma breve aparição; ele sequestra Cagalli de Orb durante os eventos de Gundam SEED Destiny. Ele também foi destaque em dois CDs de personagens da série, com faixas realizadas por seu ator de voz japonês, Sōichirō Hoshi.
Kira também apareceu em vários jogos da franquia Gundam, incluindo Gundam Seed: Rengou vs. Z.A.F.T. e sua sequência Mobile Suit Gundam Seed Destiny: Rengou vs. Z.A.F.T. II. Ele é o personagem principal jogável no jogo de celular Mobile Suit Gundam SEED Phase-Act Delivery. Ele aparece nos jogos Crossover da luta de Gundam Dynasty Warriors: Gundam 2 e Dynasty Warriors: Gundam 3 com Strike Freedom como um mobile suit jogável. Outros jogos de crossover Gundam que possuem Kira como piloto são Gundam vs. Gundam Next, Mobile Suit Gundam: Extreme Vs. e Gundam Versus. Outro jogo de crossover no qual ele é jogável é Gundam Assault Survive, pilotando o Strike. Kira, juntamente com outros personagens de Gundam SEED, aparece em vários jogos da série Super Robot Wars. Ele aparece em Another Century's Episode 3 pilotando o mobile suit Freedom e seu acompanhamento, Another Century's Episode R, com o Strike Freedom.

## Recepção

### Popularidade
O personagem de Kira foi bem recebido por espectadores de anime, aparecendo várias vezes nas pesquisas de popularidade do Anime Grand Prix para a categoria de personagens masculinos favoritos. Ele ficou em primeiro lugar em 2002, segundo em 2003 e 2004, primeiro em 2005, e segundo em 2006.
Em uma pesquisa da revista Newtype, Kira foi eleito o segundo personagem de anime masculino mais popular dos anos 2000. Em outra pesquisa focada em todos os personagens da franquia Gundam, Kira foi eleito o mais popular. Em uma pesquisa organizada pela Sunrise para encontrar o melhor casal na franquia Gundam, Kira e Lacus foram o segundo, e em outro sobre as melhores equipes entre os antigos inimigos, Kira e Athrun foram os segundos. Em outra pesquisa do mesmo site que perguntou aos fãs o personagem que eles queriam conhecer, Kira era o mais popular. Kira foi o mais popular em duas outras pesquisas que pediram aos leitores quais eram os personagens mais memoráveis de Gundam SEED e Gundam SEED Destiny. Kira, juntamente com outros cinco mechas e pilotos notáveis da série Gundam, foram reconhecidos no segundo conjunto de selos "Anime Heroes and Heroines", lançado no Japão em 2005. No Seiyu Awards de 2007, Sōichirō Hoshi foi nomeado na categoria "Melhores atores em papéis de apoio" por sua interpretação como Kira no OVA de Gundam SEED Destiny, mas perdeu para Akira Ishida e Kōki Miyata. Em 2014, a revista Newtype publicou o resultado de uma pesquisa feita para saber o nível de popularidade de alguns personagens de animes (masculino e feminino) entre seus leitores, Kira Yamato ficou na terceira posição.  O site Charapédia, em 2016, lançou uma enquete perguntando quais eram "Os pilotos de Mechas mais poderosos", Kira ficou na segunda posição. Em 2017, Kira foi eleito como o melhor personagem principal de Gundam.

### Crítica
O personagem Kira recebeu respostas positivas na maior parte da crítica em publicações impressas e online. Andy Patrizio, da IGN, disse que o personagem de Kira era simpático e o único problema que ele encontrou foi como ele repetia o nome de Athrun Zala nos episódios iniciais. Derrick L. Tucker, do THEM Anime Reviews, disse que ele era um dos personagens mais fortes da série; Tucker também disse que era simpático apesar das exibições de angústia. Tucker também o comparou com Amuro Ray da primeira série de Gundam, Mobile Suit Gundam, concluindo que ambos são agradáveis. Chris Beveridge da Mania Entertainment gostou da manipulação dos mobiles suits de Kira e sua capacidade de reprogramá-los, encontrando-o como um novo conceito na franquia Gundam.
Também escrevendo para Mania Entertainment, Kim Wolstenholme estava preocupado com o quanto o relacionamento de Kira e Athrun seria focado em Gundam SEED, mas gostou que a introdução de Lacus Clyne tenha aumentado a tensão. Ever Cheung, do Animefringe, que se perguntou sobre o futuro de Kira e Lacus porque os dois estão prestes a se abraçar na sequência de abertura do anime. Ele disse: "Se isso é real, essa história pode ser mais interessante do que eu pensava..." Ross Liversidge, da UK Anime Network, desfrutou da rivalidade de Kira e Athrun, que resultou em cenas de luta bem-feitas de cada um em seus mobiles suits. Liversidge elogiou o desenvolvimento de uma rivalidade tal que os dois começaram a odiar-se e a batalhar. O escritor do DVDTalk, Don Houston, considerou Kira como semelhante aos outros protagonistas do anime porque luta pela paz e não pela glória, rotulando-o como "herói relutante".
Os críticos também comentaram o papel de Kira na sequência, Gundam SEED Destiny. As avaliações iniciais mencionaram a falta de aparições durante os primeiros episódios e se os novos personagens poderiam ser tão atraentes quanto ele. Ele deveria voltar na série para lutar contra o novo personagem principal Shinn Asuka. Ao escrever um artigo para episódios posteriores, Liversidge encontrou as ações de Kira mais atraentes do que as de Shinn, e estava ansioso por elas. Luis Cruz, da Mania Entertainment, descobriu que a expansão do personagem de Kira se desenvolveu profundamente, apontando para uma das discussões de Kira com Athrun sobre a relação entre os sonhos e os conflitos das pessoas. Carl Kimlinger, da Anime News Network, disse que no OVA final da série, Kira foi altamente desenvolvido. Kimlinger afirmou que Kira tinha "crescido em um líder marcial de Buda com calma e compaixão", e que o último OVA permite que os espectadores apreciem suas ações. O desempenho de Matt Hill na língua inglesa, no OVA, foi criticado em comparação com outros atores de voz da série que foram louvados.